# The Kovenant
The Kovenant est un groupe de black metal norvégien, originaire de Bergen. Leur style musical évolue avec le temps vers ce qui pourrait être appelé du space metal ou cyber metal.

## Biographie
The Kovenant est formé en 1992 par Nagash et Blackheart, initialement sous le nom de Covenant. Quelques années plus tard, il doit cependant changer de nom à cause de l'homonymie avec le groupe suédois Covenant,.
Après plusieurs démos le groupe trouve un label pour enregistrer leur premier album, In Times Before the Light. Cet album, sorti en 1997 lance le groupe. Pour le second album, Nexus Polaris, Hellhammer (de Mayhem), Astennu et Sverd rejoignent le groupe. Cet album connaît le succès grâce à la promotion du label Nuclear Blast Records. Sur l'album suivant, Animatronic, The Kovenant effectue un changement de style, notamment dû au départ d'Astennu et de Sverd. Il s'agit du premier album publié sous le nom The Kovenant, les membres du groupe changent aussi de pseudonymes à cette période : Nagash devient Lex Icon, Blackheart devient Psy Coma, et Hellhammer devient Von Blomberg. Nagash en profite aussi pour quitter Dimmu Borgir, où il occupait le poste de bassiste, pour se consacrer pleinement à The Kovenant.
En juillet 2002, le groupe s'attèle à l'enregistrement de leur quatrième album. En 2003, le quatrième album, S.E.T.I., un acronyme pour The Search for Extraterestial Intelligence, est publié,. Il poursuit la progression musicale initiée dans Animatronic. Peu de temps après la sortie de l'album, Von Blomberg quitte le groupe. Deux nouveaux membres sont recrutés : Küth et Brat. Le groupe travaille sur un nouvel album et sur un DVD. En octobre 2003, le groupe annule sa participation au Rockefeller d'Oslo, Lex souffrant de la gorge.
En 2006, le groupe publie un extrait de la chanson Aria Galactica, issue de leur album homonyme à venir,. En 2007, le groupe réédite son premier album, In Times before the Light 1995. Devant le refus de Nuclear Blast, le groupe se tourne vers Hammerheart Records pour publier l'album. In Times Before the Light est donc ré-enregistré et sort avec des parties de clavier en plus.
En février 2010, Lex révèle que le groupe travaille sur un nouvel album. En décembre 2010, Lex annonce plusieurs événements à venir.
Le 29 octobre 2011, Nagash joue leur premier album au festival Aurora Infernalis III d'Arnhem, aux Pays-Bas.

## Membres

### Membres actuels
- Psy Coma/Blackheart – guitare, clavier, programmation (depuis 1999), basse (depuis 2002)[1]
- Lex Icon – chant, basse, clavier (depuis 1999), batterie (depuis 2002)
- Angel – guitare (depuis 2000)[1]

### Membres de session
- Jan Axel von Blomberg – batterie (2009-2010)[1]
- Sverd – clavier (2009-2010)[1]
- Sarah Jezebel Deva – chant (2009-2010)[1]

### Anciens membres
- Von Blomberg/Hellhammer – batterie (1999-2003)[1]
- Sverd – clavier (2000)[1]
- Sarah Jezebel Deva – chant (2010)[1]
- Küth – batterie (2003-2009)[1]
- Geir Bratland – clavier (2003-2009)[1]

## Discographie
- 1994 : From the Storm of Shadows (démo)
- 1997 : In Times Before the Light
- 1998 : Nexus Polaris
- 1999 : Animatronic
- 2000 : Nexus Polaris Tour Edition
- 2003 : S.E.T.I. Club (EP)
- 2003 : S.E.T.I.